# Pablo Triana
Pablo Triana Portela (* 4. Dezember 1971) ist ein spanischer Ökonom, Buchautor und ehemals Professor für Finanzen an der ESADE Business School in Barcelona.

## Leben
Pablo Triana hält einen Bachelor (BSc) von der Autonomen Universität Barcelona, einen Master (MSc) von der New York University und einen Magister Artium von der American University. Pablo Triana ist Direktor von BME Clima, eine 2011 von der spanischen Wertpapierbörse in Madrid gegründete Plattform als neues Geschäftsfeld im Bereich des Klimarisikomanagements, die Unternehmen und Institutionen hilft unternehmerische Klimarisiken zu minimieren.

## Karriere
Pablo Triana veröffentlichte bisher Artikel über Risikomanagement, Derivate und Bankenregulierung und hielt verschiedene Rollen in der Finanzbranche. Lehrerfahrung sammelte er im Instituto de Empresa (Madrid) und in der Johns Hopkins University (Baltimore). Trianas berufliche Interessen gelten der Erforschung von Derivaten, Finanzrisikomanagement, Bankkapitalregulierung sowie internationale Finanz- bzw. Makroökonomie.

### Kritik an den Business Schools
Pablo Triana betonte, dass der Bankenzusammenbruch in der Finanzwelt 2007/08 durch „ein kleines Bündel von Jungs in einer Handvoll von Finanzinstituten“ verursacht wurde, die, wie er sagt, durch „den vorherrschenden Status quo in Business-Schulen der letzten 50 Jahre“ schlecht trainiert wurden.

### Über Griechenlands Staatsschuldenkrise
Triana veröffentlichte im März und April 2017 auf dem Social Science Research Network insgesamt sieben Artikel, in denen er die griechische Staatsschuldenkrise diskutierte. Unter anderem behauptete er, Griechenland habe in der Staatsschuldenkrise mit seinen Schulden Geld verdient:

„Niemals in der Geschichte souveräner Staaten wurde ein Schuldner besser behandelt als Griechenland. Alles zusammengenommen erhält das Land für seine Schulden einen negativen Zinssatz, verdient damit also unter dem Strich Geld.“

Der Artikel „Debt That Costs Less Than Nothing: Greece’s Unique Opportunity“ wurde von der Frankfurter Allgemeinen und dem Nachrichtenmagazin Focus rezipiert.

### Werke
Er hat drei Bücher geschrieben. The number that killed us (Wiley, 2011), analysiert die Rolle des Value-at-Risk-Modells bei der Entfesselung der Finanzkrise 2007–08; Lecturing birds on flying (Wiley, 2009), diskutiert die Auswirkungen die quantitative, theoretische Modelle auf realen Finanzmärkten haben können; und Corporate derivatives (Risk Books, 2006), beschäftigt sich mit dem Einsatz von Derivaten durch nichtfinanzielle Kapitalgesellschaften.